# Ryan Babel
Ryan Babel (sinh ngày 19 tháng 12 năm 1986 ở Amsterdam, Hà Lan) là một cầu thủ bóng đá Hà Lan hiện đang thi đấu cho Galatasaray và là thành viên của đội tuyển bóng đá quốc gia Hà Lan. Anh khởi nghiệp ở đội bóng quê nhà Ajax Amsterdam và có trận đấu đầu tiên khi mới 17 tuổi. Anh có trận đấu đầu tiên cho đội tuyển quốc gia (ĐTQG) vào năm 2004, ở trận đó anh ghi bàn và trở thành cầu thủ trẻ nhất từng ghi bàn cho ĐTQG Hà Lan trong 68 năm qua khi mới 18 tuổi. Vào tháng 6 năm 2007, anh là ngôi sao sáng nhất của đội U21 Hà Lan vô địch giải U21 châu Âu ngay tại quê nhà. Giải đó anh ghi được 2 bàn thắng. Anh gia nhập Liverpool F.C. vào mùa hè năm 2007 với mức giá 12 triệu bảng Anh. Anh đã đá 146 trận cho Liverpool và ghi được 22 bàn thắng. Anh được đánh giá cao bởi những cú sút xa mạnh mẽ, khả năng tranh chấp bóng và đặc biệt là khả năng thi đấu đa năng, anh có thể thi đấu cả tiền vệ cánh và tiền đạo.
Đầu mùa giải 2011-2012, anh chính thức chia tay Liverpool để với một đội bóng của nước Đức là CLB TSG 1899 Hoffenheim với hi vọng được đá chính nhiều hơn.
Năm 2019, anh trở về ngoại hạng anh và khoác áo CLB Fulham, cựu sao của Liverpool chuyển sang khoác áo đội chủ sân Craven Cottage với thương vụ trị giá 1,8 triệu Bảng (khoảng 2,3 triệu Euro).

## Thống kê sự nghiệp

### Câu lạc bộ
Tính đến 22 tháng 1 năm 2021
| Câu lạc bộ          | Mùa giải            | Giải đấu                | Giải đấu | Giải đấu | Cúp quốc gia | Cúp quốc gia | Châu Âu | Châu Âu | Tổng cộng | Tổng cộng |
| Câu lạc bộ          | Mùa giải            | Hạng                    | Trận     | Bàn      | Trận         | Bàn          | Trận    | Bàn     | Trận      | Bàn       |
| ------------------- | ------------------- | ----------------------- | -------- | -------- | ------------ | ------------ | ------- | ------- | --------- | --------- |
| Ajax                | 2003–04             | Eredivisie              | 1        | 0        | —            | —            | 0       | 0       | 1         | 0         |
| Ajax                | 2004–05             | Eredivisie              | 20       | 7        | 2            | 0            | 4       | 1       | 26        | 8         |
| Ajax                | 2005–06             | Eredivisie              | 25       | 2        | 2            | 1            | 9       | 2       | 36        | 5         |
| Ajax                | 2006–07             | Eredivisie              | 27       | 5        | 4            | 0            | 7       | 2       | 38        | 7         |
| Ajax                | Tổng cộng           | Tổng cộng               | 73       | 14       | 8            | 1            | 20      | 5       | 101       | 20        |
| Liverpool           | 2007–08             | Premier League          | 30       | 4        | 6            | 1            | 13      | 5       | 49        | 10        |
| Liverpool           | 2008–09             | Premier League          | 27       | 3        | 5            | 0            | 10      | 1       | 42        | 4         |
| Liverpool           | 2009–10             | Premier League          | 25       | 4        | 3            | 0            | 10      | 2       | 38        | 6         |
| Liverpool           | 2010–11             | Premier League          | 9        | 1        | 2            | 0            | 6       | 1       | 17        | 2         |
| Liverpool           | Tổng cộng           | Tổng cộng               | 91       | 12       | 16           | 1            | 39      | 9       | 146       | 22        |
| TSG 1899 Hoffenheim | 2010–11             | Bundesliga              | 15       | 1        | 1            | 0            | —       | —       | 16        | 1         |
| TSG 1899 Hoffenheim | 2011–12             | Bundesliga              | 31       | 4        | 4            | 1            | —       | —       | 35        | 5         |
| TSG 1899 Hoffenheim | Tổng cộng           | Tổng cộng               | 46       | 5        | 5            | 1            | 0       | 0       | 51        | 6         |
| Ajax                | 2012–13             | Eredivisie              | 16       | 4        | 2            | 1            | 4       | 0       | 22        | 5         |
| Ajax                | Tổng cộng           | Tổng cộng               | 16       | 4        | 2            | 1            | 4       | 0       | 22        | 5         |
| Kasımpaşa           | 2013–14             | Süper Lig               | 29       | 5        | 1            | 0            | —       | —       | 30        | 5         |
| Kasımpaşa           | 2014–15             | Süper Lig               | 29       | 9        | —            | —            | —       | —       | 29        | 9         |
| Kasımpaşa           | Tổng cộng           | Tổng cộng               | 58       | 14       | 1            | 0            | 0       | 0       | 59        | 14        |
| Al-Ain              | 2015–16             | UAE Arabian Gulf League | 8        | 1        | 6            | 1            | —       | —       | 14        | 2         |
| Al-Ain              | Tổng cộng           | Tổng cộng               | 8        | 1        | 6            | 1            | 0       | 0       | 14        | 2         |
| Deportivo La Coruña | 2016–17             | La Liga                 | 11       | 4        | 1            | 1            | —       | —       | 12        | 5         |
| Deportivo La Coruña | Tổng cộng           | Tổng cộng               | 11       | 4        | 1            | 1            | 0       | 0       | 12        | 5         |
| Beşiktaş            | 2016-17             | Süper Lig               | 18       | 5        | 0            | 0            | 6       | 3       | 24        | 8         |
| Beşiktaş            | 2017-18             | Süper Lig               | 32       | 13       | 5            | 0            | 6       | 2       | 43        | 15        |
| Beşiktaş            | 2018–19             | Süper Lig               | 12       | 4        | 0            | 0            | 7       | 2       | 19        | 6         |
| Beşiktaş            | Tổng cộng           | Tổng cộng               | 62       | 22       | 5            | 0            | 19      | 7       | 86        | 29        |
| Fulham F.C.         | 2018–19             | Premier League          | 16       | 5        | 0            | 0            | 0       | 0       | 16        | 5         |
| Fulham F.C.         | Tổng cộng           | Tổng cộng               | 16       | 5        | 0            | 0            | 0       | 0       | 16        | 5         |
| Galatasaray         | 2019–20             | Süper Lig               | 15       | 5        | 0            | 0            | 4       | 0       | 20        | 5         |
| Galatasaray         | 2020–21             | Süper Lig               | 12       | 2        | 1            | 0            | 3       | 1       | 16        | 3         |
| Galatasaray         | Tổng cộng           | Tổng cộng               | 27       | 7        | 1            | 0            | 7       | 1       | 36        | 8         |
| Ajax (mượn)         | 2019–20             | Eredivisie              | 5        | 0        | 2            | 1            | 2       | 0       | 9         | 1         |
| Tổng cộng sự nghiệp | Tổng cộng sự nghiệp | Tổng cộng sự nghiệp     | 413      | 88       | 47           | 9            | 97      | 23      | 562       | 121       |

### Đội tuyển quốc gia

#### Bàn thắng quốc tế
| #  | Ngày                 | Địa điểm                                  | Đối thủ    | Bàn thắng | Kết quả | Giải đấu                      |
| -- | -------------------- | ----------------------------------------- | ---------- | --------- | ------- | ----------------------------- |
| 1  | 26 tháng 3 năm 2005  | Sân vận động Giuleşti, Bucharest, România | România    | 2–0       | 2–0     | Vòng loại World Cup 2006      |
| 2  | 12 tháng 11 năm 2005 | Amsterdam Arena, Amsterdam, Hà Lan        | Ý          | 1–0       | 1–3     | Giao hữu                      |
| 3  | 1 tháng 6 năm 2006   | Sân vận động Philips, Eindhoven, Hà Lan   | México     | 2–1       | 2–1     | Giao hữu                      |
| 4  | 7 tháng 2 năm 2007   | Amsterdam Arena, Amsterdam, Hà Lan        | Nga        | 1–0       | 4–1     | Giao hữu                      |
| 5  | 24 tháng 5 năm 2008  | De Kuip, Rotterdam, Hà Lan                | Ukraina    | 3–0       | 3–0     | Giao hữu                      |
| 6  | 14 tháng 11 năm 2017 | Arena Națională, Bucharest, România       | România    | 2–0       | 3–0     | Giao hữu                      |
| 7  | 26 tháng 3 năm 2018  | Sân vận động Genève, Genève, Thụy Sĩ      | Bồ Đào Nha | 2–0       | 3–0     | Giao hữu                      |
| 8  | 9 tháng 9 năm 2018   | Stade de France, Saint-Denis, Pháp        | Pháp       | 1–1       | 1–2     | UEFA Nations League 2018–19 A |
| 9  | 9 tháng 9 năm 2019   | A. Le Coq Arena, Tallinn, Estonia         | Estonia    | 1–0       | 4–0     | Vòng loại Euro 2020           |
| 10 | 9 tháng 9 năm 2019   | A. Le Coq Arena, Tallinn, Estonia         | Estonia    | 2–0       | 4–0     | Vòng loại Euro 2020           |